# Кірибаті на літніх Олімпійських іграх 2012
Кірибаті брала участь у літніх Олімпійських іграх 2012 у Великій Британії. На ігри кваліфікувалися три людини.
Також було направлено двох боксерів, але вони не пройшли кваліфікацію.

## Важка атлетика
Спортсменів — 1
Чоловіки
| Спортсмен      | Кате- горія | Вага  | Ривок | Ривок | Ривок | Поштовх | Поштовх | Поштовх | Всього | Місце |
| Спортсмен      | Кате- горія | Вага  | 1     | 2     | 3     | 1       | 2       | 3       | Всього | Місце |
| -------------- | ----------- | ----- | ----- | ----- | ----- | ------- | ------- | ------- | ------ | ----- |
| Давид Катоатау | до 94 кг    | 93.32 | 135   | 140   | 140   | 185     | 190     | 190     | 325    | 17    |

## Легка атлетика
Спортсменів — 2
Чоловіки
| Спортсмен | Змагання | Попередній раунд | Попередній раунд | 1/4 фіналу | 1/4 фіналу | Півфінал   | Півфінал   | Фінал      | Фінал      |
| Спортсмен | Змагання | Результат        | Місце            | Результат  | Місце      | Результат  | Місце      | Результат  | Місце      |
| --------- | -------- | ---------------- | ---------------- | ---------- | ---------- | ---------- | ---------- | ---------- | ---------- |
| Нуа Такуя | 100 м    | 11.53            | 7                | Не пройшов | Не пройшов | Не пройшов | Не пройшов | Не пройшов | Не пройшов |

Жінки
| Спортсмен     | Змагання | Попередній раунд | Попередній раунд | 1/4 фіналу | 1/4 фіналу | Півфінал   | Півфінал   | Фінал      | Фінал      |
| Спортсмен     | Змагання | Результат        | Місце            | Результат  | Місце      | Результат  | Місце      | Результат  | Місце      |
| ------------- | -------- | ---------------- | ---------------- | ---------- | ---------- | ---------- | ---------- | ---------- | ---------- |
| Каїнгуа Давид | 100 м    | 13.61            | 8                | Не пройшла | Не пройшла | Не пройшла | Не пройшла | Не пройшла | Не пройшла |